# Le Procès-verbal
Le Procès-verbal est le premier livre publié par J. M. G. Le Clézio, le 13 septembre 1963 aux éditions Gallimard. Rattaché alors aux formes du Nouveau roman, il a reçu le prix Renaudot l'année de sa parution.

## Historique
Premier roman de son auteur, publié à l'âge de vingt-trois ans, Le Procès-verbal est en lice pour le prix Goncourt 1963 et finit au dernier tour de scrutin à égalité de voix avec Quand la mer se retire d'Armand Lanoux, mais la voix du président du jury en faveur de ce dernier compte double. Il reçoit finalement le prix Renaudot.

## Résumé
Un jeune homme, Adam Pollo, devenu marginal par choix, vit seul dans une maison abandonnée, aux prises avec le vertige du monde ordinaire par un été chaud dans le Sud de la France. Là, il reste près de la fenêtre à contempler le paysage. Puis, il fréquente les cafés, les plages, les rues. Une relation le lie à une jeune femme nommée Michèle. L'histoire plonge alors dans la description de nombreux faits effectués par Adam : jeu de billard, songeries, consommation de bière dans un café, promenade et rencontres sur la plage, dans les rues. 
À force de vouloir vivre, un jour, il descend dans une avenue, et parle aux individus comme un être hors du commun, faisant passer un message. Petit à petit, la folie le prend dans le tourbillon infernal urbain. Un jour, à la suite d'un acte, il est emmené par des policiers et se retrouve dans un asile d'aliénés, où il discute avec diverses personnes de philosophie dans la salle principale. L'histoire s'achève par la situation triste et désespérée d'Adam Pollo, qui après avoir voulu en vain vivre, a fini par devenir fou et rejeté par la société.  

## Éditions
- Le Procès-verbal, éditions Gallimard, 1963, 247 p.  (ISBN 2070238210).
- Le Procès-verbal, édition illustrée par Edmond Baudoin, éditions Gallimard / Futuropolis, 1989, 192 p.  (ISBN 2737626609).